# نانورادیو
نانورادیو، یک گیرنده یا فرستندهٔ رادیویی است که در مقیاس نانومتر ساخته شده باشد. تاکنون تنها گیرندهٔ نانورادیو ساخته شده که بر اساس یک نانولولهٔ کربنی می‌باشد. نخستین نوع از این دستگاه‌ها در اکتبر ۲۰۰۷ توسط تیمی که توسط الکس زتل فیزیکدان رهبری می‌شد معرفی شد. 
این نانولوله که حدود ۱۰ نانومتر قطر و چندصد نانومتر طول دارد، در خلأ قرار داده می‌شود و یک انتهایش به الکترودی از یک باتری متصل است. الکترود دیگر در فاصله‌ای کوتاه از انتهای دیگر نانولوله قرار داده می‌شود. لوله که اکنون باردار گشته، هماهنگ با سیگنال الکترومغناطیسی خارجی مرتعش شده، و به عنوان یک آنتن عمل می‌کند. فرکانس ارتعاش مطلوب را می‌توان با تغییر ولتاژ اعمال‌شده تنظیم کرد که امکان تنظیم رادیو برای فرکانس‌های حامل مختلف را فراهم می‌سازد. همچنان که الکترون‌ها در طول فاصلهٔ بین لوله و الکترود دوم تونل می‌زنند، اثر گسیل الکترون میدانی باعث جاری‌شدن جریان می‌شود. جریان، نمایانگر نسخهٔ تقویت‌شده‌ای از سیگنال رادیویی است؛ همچنین دمودولاسیون لازم نیست.